# Вертинская, Лидия Владимировна
Ли́дия Влади́мировна Верти́нская (урождённая Циргва́ва; 14 апреля 1923, Харбин, Китайская Республика — 31 декабря 2013, Москва) — советская и российская киноактриса и художница-живописец.

## Биография
Родилась 1 [14] апреля 1923 года в городе Харбин, на нынешнем северо-востоке Китая.
Происходила из грузинской семьи. Её дед и бабушка (по отцу) осели в Китае, оставаясь российскими подданными. Дед, бывший офицер, содержал большое хозяйство, разводил пчёл. Отец, Владимир Константинович Циргвава, служил в управлении Китайско-Восточной железной дороги и считался советским служащим. Он скоропостижно скончался в Харбине, когда Лидии было десять лет. Мать, Лидия Павловна Циргвава (урождённая Фомина), была домохозяйкой. Крёстным отцом был харбинец Владимир Михайлович Карселадзе, выехавший в СССР в 1935 году и там репрессированный.
В 1940 году в Шанхае Лидия познакомилась со знаменитым артистом Александром Вертинским, которому тогда был 51 год. Девушке в то время было 17 лет, она работала в солидной пароходной конторе. Её мать была категорически против брака из-за большой разницы в возрасте. Но бракосочетание состоялось 26 апреля 1942 года в Кафедральном соборе Шанхая.
Шла Вторая мировая война, и в своей книге воспоминаний «Синяя птица любви» Вертинская написала: 

Война в России всколыхнула в нас, русских, любовь к Родине и тревогу о её судьбе. Александр Николаевич горячо убеждал меня ехать в Россию и быть с Родиной в тяжёлый для неё час. Я тоже стала об этом мечтать. Он написал письмо Вячеславу Михайловичу Молотову. Просил простить его и пустить домой, в Россию, обещал служить Родине до конца своих дней. Письмо В. М. Молотову повёз из Шанхая в Москву посольский чиновник, сочувственно относившийся к Вертинскому. Через два месяца пришёл положительный ответ и визы Вертинскому, мне и моей маме.
В ноябре 1943 года Лидия с мужем, трёхмесячной дочкой Марианной и матерью выехали из Шанхая в Москву. На родине Вертинских приняли хорошо. В гостинице «Метрополь» дали номер с эркером, где они прожили три года. Вскоре семья получила просторную квартиру.
По настоянию мужа поступила в Московский государственный академический художественный институт имени В. И. Сурикова на факультет живописи, который окончила в 1955 году.
Она не планировала делать кинокарьеру, но кто-то рассказал о ней кинорежиссёру Александру Птушко, искавшему молодую актрису на роль птицы Феникс для фильма-сказки «Садко» (1952). Нужна была актриса с нестандартной, оригинальной красотой. И сразу же после пробы он отдал ей эту роль, ставшую её дебютом в кино. В фильме у птицы низкий голос, — её озвучивала другая актриса, поскольку тембр Вертинской был очень звонким.
Всего на её долю в 1950—1960 годы выпало пять киноработ, благодаря которым зрители запомнили её как талантливую и яркую актрису.
О некоторых аспектах жизни Лидии Владимировны до смерти мужа можно узнать также из сериала «Вертинский» (РФ, 2021).
21 мая 1957 г. Лидия Вертинская овдовела (ей было 34 года, а дочерям 13 и 12 лет). Принимая во внимание то, что в СССР у Александра Вертинского был совсем небольшой рабочий стаж, его несовершеннолетним дочерям советское государство назначило небольшую пенсию (20 рублей «старыми» деньгами).
В непростое и нелёгкое для себя время Лидия Владимировна активировала свой художественный потенциал — делала и продавала эстампы, пейзажи. Оценить доходы семьи Вертинского от авторского права (за песни и др.) в это время было затруднительно. В дальнейшем Лидия Владимировна работала на полиграфическом комбинате, а её художественные работы принимали участие в выставках. Также Лидия Вертинская продолжала сниматься в кино (4 работы в период до 1963 г.). В итоге уже в «шестидесятых» дочери стали известными актрисами кино и театра.
В 1990 г. стараниями Лидии Владимировны вышла в свет книга воспоминаний мужа — «Дорогой длинною».

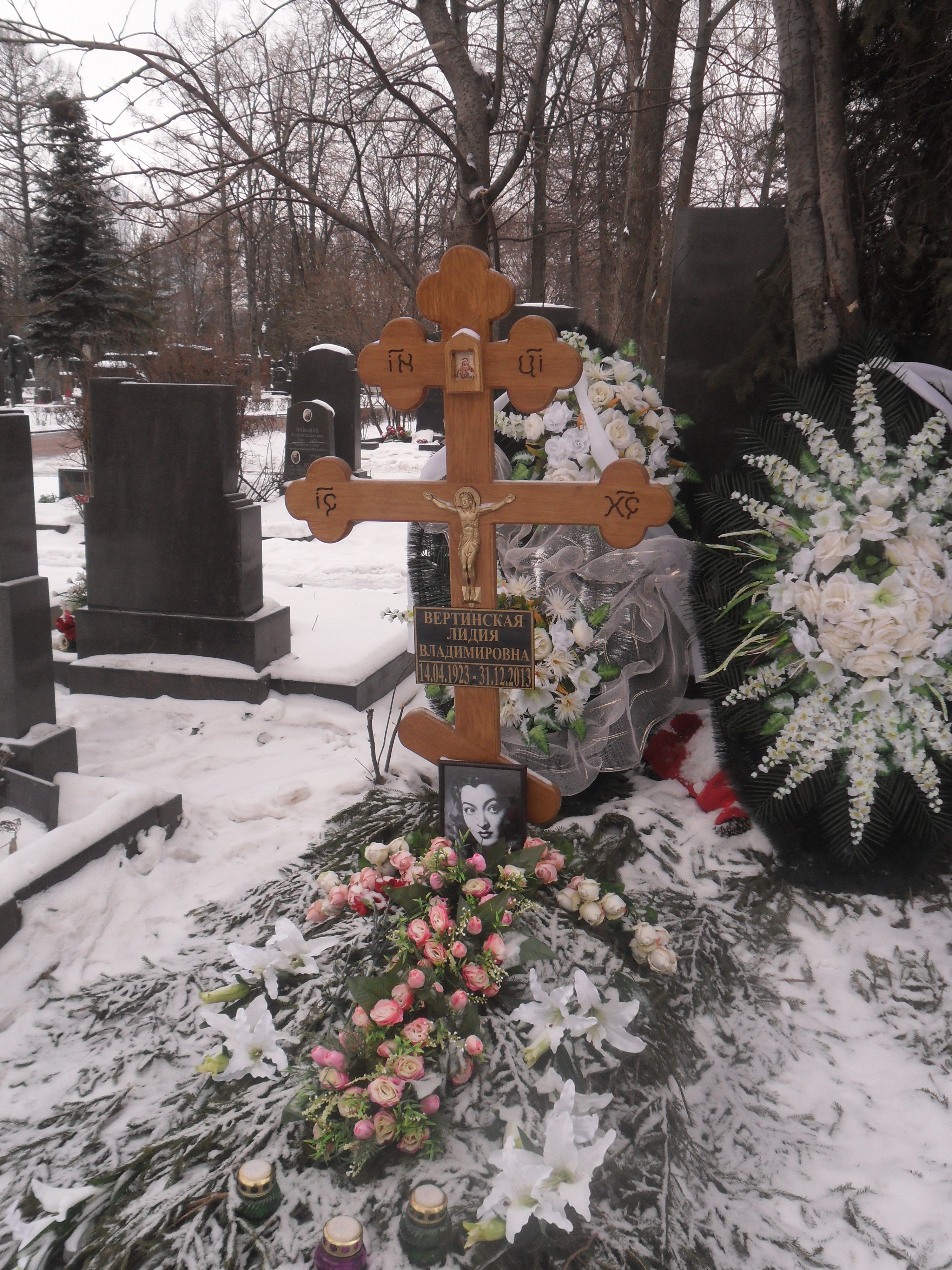
Могила Л. В. Вертинской на Новодевичьем кладбище

Лидия Владимировна Вертинская скончалась 31 декабря 2013 года на 91-м году жизни в московской больнице после продолжительной болезни. Похоронена актриса 3 января 2014 года на Новодевичьем кладбище рядом с могилой мужа.

### Семья
- Муж — Александр Николаевич Вертинский (1889—1957), эстрадный артист, киноактёр, композитор, поэт и певец. Брак продлился пятнадцать лет — до кончины Александра Вертинского[5][6].
  - Дочь — Марианна Александровна Вертинская (род. 1943), актриса театра и кино.
    - Внучка — Александра Ильинична Вертинская (род. 1969), художница, телеведущая, дизайнер интерьеров, декоратор.
    - Внучка — Дарья Борисовна Хмельницкая.

  - Дочь — Анастасия Александровна Вертинская (род. 1944), актриса театра и кино.
    - Внук — Степан Никитич Михалков (род. 1966), актёр, кинопродюсер, ресторатор[2].

## Фильмография
- 1952 — Садко — птица Феникс
- 1957 — Дон Кихот — герцогиня
- 1957 — Новые похождения Кота в сапогах — молодая колдунья
- 1958 — Киевлянка (2-я серия) — фрау Марта
- 1963 — Королевство кривых зеркал — Анидаг